# Avos
Avos (rusky Авось) je ostrov tvořený čtyřmi propojenými skalisky v Severní skupině Kurilských ostrovů. Administrativně patří do Severokurilského okresu Sachalinské oblasti Ruské federace.
Ostrov je neobydlený.

## Geografie
Nachází se 20 km západně od ostrova Makanru. Útesy jsou pozůstatky zničeného sopečného kužele. Největší skála má výšku 35 m, hnědou barvu a bizarní tvar, který připomíná plachetnici. Tato nejvyšší skála je pod vodou spojena s dalšími čtyřmi skalnatými ostrůvky, které dosahují výšky 7,2 až 15 m, a také s 300 m vzdálenou skálou Chokake a mělkým útesem na severovýchod od ní.

## Etymologie
Skaliska dostaly jména na počest ruské korvety Avos, na které cestovatel Gavriil Ivanovič Davydov prozkoumal moře a ostrovy v okolí.

## Historie
Šimodská dohoda v roce 1855 uznala ruskou suverenitu nad ostrovem, ale již v roce 1875 byl ostrov spolu se zbytkem Kuril postoupen Japonskému císařství výměnou za uznání ruských práv na Sachalin. Japonsku ostrov patřil až do roku 1945, kdy se na základě výsledků druhé světové války dostal pod jurisdikci SSSR. Od roku 1991 je součástí Ruska jakožto nástupnické země SSSR.

## Fauna a flóra
Na skalách se shromažďují stáda lachtanů a hejna ptáků. Hnízdí zde zejména alkouni, rackové a kormoráni.
Podmořský hřeben je pokryt řasami.